# Masyn Winn
Masyn Winn (Katy, Texas, 21 de marzo de 2002) es un jugador profesional estadounidense de béisbol que se desempeña en la posición de campocorto en St. Louis Cardinals, equipo de las Grandes Ligas de Béisbol (MLB).

## Carrera
Fue seleccionado en la segunda ronda en el Draft de la MLB de 2020. En 2023 hizo su debut profesional con el equipo St. Louis Cardinals, donde lleva jugando una temporada.